# Baidoa
Baidoa er en by i den sydlige del af Somalia, med et indbyggertal på cirka 135.000. Byen har, som så mange andre byer i Somalia, været præget af voldsomme kampe under den somaliske borgerkrig.